# 924 Gilman Street
924 Gilman Street, voorheen de Alternative Music Foundation, is een Amerikaans poppodium in Berkeley, Californië dat zich vooral richt op alternatieve muziek, waaronder punkrock, heavy metal en hiphop. Het podium wordt vooral geassocieerd met de Amerikaanse punkherleving van de jaren 90, die werd geleid door bands als Green Day, The Offspring, Operation Ivy en Rancid. 924 Gilman Street is een non-profitorganisatie die zich richt op alle leeftijden en wordt beheerd door een collectief.

## Oprichting
In 1984 begon Tim Yohannan, oprichter van het muziektijdschrift Maximumrocknroll, na te denken over de oprichting van een poppodium in de San Francisco Bay Area voor alle leeftijden, waar bands zouden kunnen spelen en communiceren met het publiek zonder de hulp van mainstream muziekpromotie. De eerste aanzet voor het project begon in 1985, waarbij Yohannan de hulp inschakelde van Victor Hayden. Hayden was voorheen al een soortgelijk project begonnen en had al een potentiële plek op een industrieterrein in Berkeley op het oog. In april 1986 werd er een contract getekend en was het gebouw onder beheer van Yohannan en Hayden.
De organiserende cirkel werd uitgebreid met het oog op het bijeenbrengen van de $40.000 die nodig was voor de huur en verbouwing en voor het verzamelen van de vrijwilligers die nodig waren om het bouwproject te realiseren. Yohannan maakte gebruik van zijn politieke connecties en ervaring die hij opdeed als campagnevrijwilliger voor Berkeley Citizen's Action, een lokale politieke partij die de meerderheid van de zetels had verkregen in de gemeenteraad van Berkeley.
Op 31 december 1986 vond het eerste concert plaats in 924 Gilman Street. Sindsdien is het een van de langstlopende onafhankelijke poppodia in de Verenigde Staten. In de beginfase werden drie dagen per week hardcore punkshows gehouden: op vrijdag- en zaterdagavond en op zondagmiddag. Dit bleek echter al snel overweldigend voor de vrijwilligers van de club, en als alternatief werden niet-hardcore shows op vrijdagen georganiseerd door een aparte bemanning. Deze vrijdagshows werden minder vaak bezocht dan de zaterdagavond en de zondagmiddag, maar dienden niettemin hun doel om een alternatieve locatie te bieden aan een publiek waarvan de meeste aanwezigen nog geen 21 jaar waren, en dus bij de meeste clubs niet binnenkwamen.

## Structuur en grondbeginselen
924 Gilman Street is een DIY-organisatie dat werkt met een lidmaatschap van $ 2 per jaar voor leden, die vervolgens ook het recht krijgen om beslissingen te nemen en te werken aan de verbetering van de club als geheel. Ledenvergaderingen vinden plaats om 17:00 uur op de eerste en derde zaterdag van elke maand. Er zijn vier hoofdregels voor leden en bezoekers:
- Geen drugs
- Geen alcohol
- Geen geweld
- Geen racisme, seksisme of homofobie

Leden of bezoekers die deze regels schenden, worden geweerd van het project en niet meer toegelaten.

## Muziek
924 Gilman Street richt zich voornamelijk op punkrock, variërend van hardcore punk en grindcore tot poppunk en ska-punk, alsook op genres als industrial metal en hiphop.
De geschiedenis van de club is ook het begin van de geschiedenis van een aantal lokale en regionale bands waarvan sommigen later commercieel succes kregen. Enkele noemenswaardige bands zijn zijn Green Day, Neurosis, Rancid, American Steel, The Offspring, AFI, Screw 32, Tilt en Jawbreaker. Grotere bands die het poppodium tijdens tournees hebben aangedaan omvatten Sick of It All, The Dickies, Fugazi, Alkaline Trio, Citizen Fish, F.Y.P, Bikini Kill, Dillinger Four en anderen.
Een boek over het project, getiteld 924 Gilman: The Story So Far (2004), werd geschreven door Brian Edge, die verschillende medewerkers en bezoekers die waren betrokken tussen 1986 en 2004 interviewde. Het boek bevat tevens een lijst van alle concerten tussen 1986 en 2004 en werd uitgegeven via de anarchistische uitgeverij AK Press.